# アレックス・ファエド
アレックス・マイケル・ファエド（Alex Michael Faedo, 1995年11月12日 - ）は、アメリカ合衆国フロリダ州タンパ出身のプロ野球選手（投手）。右投右打。MLBのタンパベイ・レイズ所属。

## 経歴

### プロ入り前
高校時代に2014年のMLBドラフト40巡目（全体1210位）でデトロイト・タイガースから指名されたが、契約せずにフロリダ大学へ進学した。
大学ではブレイディ・シンガー、ジャクソン・カワーとチームメイトだった。2年目の2016年には同年行われた日米大学野球選手権大会のアメリカ合衆国代表に選出された。

### プロ入りとタイガース時代
2017年のMLBドラフト1巡目（全体18位）で再びタイガースから指名されプロ入り。ドラフト後に行われたメンズ・カレッジ・ワールドシリーズでは優勝し、シリーズ最優秀選手賞を受賞した。
2018年に傘下のA+級レイクランド・フライングタイガースでプロデビューし、シーズン途中にAA級エリー・シーウルブズへ昇格。2チーム合計で24試合に先発登板して5勝10敗、防御率4.02、110奪三振の成績を記録した。
2019年はAA級エリーで22試合に先発登板して6勝7敗、防御率3.90、134奪三振の成績を記録した。
2020年は新型コロナウイルスの影響でマイナーリーグの試合が開催されず、公式戦への出場はなかった。オフの11月にルール・ファイブ・ドラフトでの流出を防ぐために40人枠に登録された。また、12月には右肘のトミー・ジョン手術を受けた。
2021年は前年受けた手術のリハビリのためにシーズンを全休し、2年連続で公式戦への出場がなかった。
2022年にA級レイクランドで実戦復帰し、その後AAA級トレド・マッドヘンズへ昇格した。5月4日にはメジャーに昇格し、同日のピッツバーグ・パイレーツとのダブルヘッダー第2試合に先発登板してメジャーデビューを果たした。同年は12試合に先発したが、1勝5敗の負け越し、防御率5.53、44奪三振を記録した。
2023年は12試合に先発して2勝5敗1ホールド、防御率4.45、58奪三振を記録した。
2024年は、37試合（先発6試合）に登板して初の勝ち越しとなる5勝3敗、自身最高となる8ホールド、防御率3.61、55奪三振を記録した。
2025年1月29日にトミー・ケインリーの加入に伴いDFAとなった。

### レイズ時代
2025年2月3日にエンダーソン・デルガド、金銭とのトレードで、タンパベイ・レイズへ移籍した。

## 詳細情報

### 年度別投手成績
| 年 度    | 球 団    | 登 板 | 先 発 | 完 投 | 完 封 | 無 四 球 | 勝 利 | 敗 戦 | セ 丨 ブ | ホ 丨 ル ド | 勝 率 | 打 者 | 投 球 回 | 被 安 打 | 被 本 塁 打 | 与 四 球 | 敬 遠 | 与 死 球 | 奪 三 振 | 暴 投 | ボ 丨 ク | 失 点 | 自 責 点 | 防 御 率 | W H I P |
| -------- | -------- | ----- | ----- | ----- | ----- | -------- | ----- | ----- | -------- | ----------- | ----- | ----- | -------- | -------- | ----------- | -------- | ----- | -------- | -------- | ----- | -------- | ----- | -------- | -------- | ------- |
| 2022     | DET      | 12    | 12    | 0     | 0     | 0        | 1     | 5     | 0        | 0           | .167  | 244   | 53.2     | 63       | 7           | 25       | 0     | 1        | 44       | 2     | 0        | 34    | 33       | 5.53     | 1.64    |
| 2023     | DET      | 15    | 12    | 0     | 0     | 0        | 2     | 5     | 0        | 1           | .286  | 262   | 64.2     | 48       | 12          | 20       | 0     | 1        | 58       | 3     | 0        | 35    | 32       | 4.45     | 1.05    |
| 2024     | DET      | 37    | 6     | 0     | 0     | 0        | 5     | 3     | 0        | 8           | .625  | 246   | 57.1     | 49       | 9           | 28       | 0     | 3        | 55       | 4     | 0        | 24    | 23       | 3.61     | 1.34    |
| MLB：3年 | MLB：3年 | 64    | 30    | 0     | 0     | 0        | 8     | 13    | 0        | 9           | .381  | 752   | 175.2    | 160      | 28          | 73       | 0     | 5        | 157      | 9     | 0        | 93    | 88       | 4.51     | 1.33    |

- 2024年度シーズン終了時

### 年度別守備成績
| 年 度 | 球 団 | 投手（P） | 投手（P） | 投手（P） | 投手（P） | 投手（P） | 投手（P） |
| 年 度 | 球 団 | 試 合     | 刺 殺     | 補 殺     | 失 策     | 併 殺     | 守 備 率  |
| ----- | ----- | --------- | --------- | --------- | --------- | --------- | --------- |
| 2022  | DET   | 12        | 3         | 2         | 0         | 0         | 1.000     |
| 2023  | DET   | 15        | 2         | 4         | 0         | 0         | 1.000     |
| 2024  | DET   | 37        | 3         | 4         | 1         | 1         | .875      |
| MLB   | MLB   | 64        | 8         | 10        | 1         | 1         | .947      |

- 2024年度シーズン終了時

### 背番号
- 49（2022年 - 2024年）

### 代表歴
- 2016年 第40回日米大学野球選手権大会アメリカ合衆国代表